# Epidendrum apaganoides
Epidendrum apaganoides  D.E.Benn. & Christenson, 1998, è una pianta della famiglia delle Orchidacee endemica del Perù.

## Descrizione
È un'orchidea di piccole dimensioni che cresce epifita sugli alberi della foresta tropicale umida. 
E. apaganoides  presenta steli nascosti dalle guaine fogliari molto compresse e dalle numerose foglie che sono conduplicate alla base, coriacee, di forma oblunga. 
La fioritura avviene dall'estate fino all'inizio dell'inverno, mediante un'infiorescenza terminale, subsessile, sottesa da bratte floreali, ombrelliforme, ramificata alla base che porta gruppi di 3 fino a 5 fiori. Questi sono grandi poco più di un centimetro, e hanno petali e sepali lanceolati ad apice ottuso, di colore verde, come il  labello di forma orbicolare.

## Distribuzione e habitat
La specie è endemica del Perù.
Cresce epifita in foreste tropicali umide, a quote intorno ai 1000 metri sul livello del mare.

## Coltivazione
Questa pianta richiede poca luce ma temperature calde, in particolare durante la fioritura, quando sono necessarie anche irrigazioni.